# 飯田新田
飯田新田（いいだしんでん）は、埼玉県さいたま市西区の大字。郵便番号は331-0068。

## 地理
さいたま市西区の西部の沖積平野（荒川平野）に位置する農業地域。地区の東側で二ツ宮に、南側で塚本やその飛地および塚本町や植田谷本村新田の飛地に、西側で富士見市東大久保や川越市萱沼に、北側で植田谷本村新田に隣接する。土地利用として主に農地であるが、県道などの主要な通り沿いに民家や商業施設が見られる。かつては地区の西端を流れる現在のびん沼川が荒川の流路であり、二ツ宮などとも陸続きであったが、1925年（大正14年）より着手された現在の新流路建設によって分断された。さいたま市街に出るためには治水橋を渡らねばならないため、それよりも近いふじみ野市周辺も生活圏となっている。
なお、本村だった飯田とは隣接しておらず、荒川開削により、治水橋のみでしか対岸に行けないため、やや離れている。地内の荒川堤防ではさいたま築堤事業によって、堤防のかさ上げ工事が実施されている。

### 小字
- 中丸[6]、元荒工、道北、川、出洲、前、後

## 歴史
もとは江戸期より存在した武蔵国足立郡植田谷領の飯田新田として独立していた。その飯田新田は東方にある飯田村の新田として寛文年間に飯田村の農民が開発した。村高は『天保郷帳』によると60石余であった。助郷は中山道大宮宿に出役していた。化政期の戸数は56軒で、村の規模は東西3町、南北6町余であった。
- 初めは知行は旗本伊奈氏および幕府領[8]。なお、検地は1731年（享保16年）、1746年（延享3年）、1794年（寛政6年）、1829年（文政12年）にそれぞれ実施[8]。
- 1828年（文政11年）より大宮宿寄場55か村組合に所属していた[8]。
- 幕末の時点では足立郡に属し、明治初年の『旧高旧領取調帳』の記載によると、伊奈兵庫の知行[9]。
- 1868年（慶応4年）6月19日 - 武蔵知県事・山田政則（忍藩士）の管轄となる。
- 1869年（明治2年） 
  - 1月13日 - 武蔵知県事・宮原忠英の管轄区域に大宮県を設置。県庁は東京府馬喰町に置かれる。
  - 9月29日 - 県庁が浦和に置かれ浦和県に改称。
- 1871年（明治4年）11月13日 - 第1次府県統合により埼玉県の管轄となる。
- 1879年（明治12年）3月17日 - 郡区町村編制法により成立した北足立郡に属す。郡役所は浦和宿に設置。
- 1889年（明治22年）4月1日 - 町村制施行に伴い、北足立郡西遊馬村・土屋村・二ッ宮村・飯田新田・植田谷本村新田の一部が合併し、馬宮村が発足。馬宮村の大字飯田新田となる。
- 1914年（大正3年）8月 - 公立学校の第二馬宮尋常小学校（現・さいたま市立馬宮西小学校）が八幡神社に設けられた仮校舎より飯田新田461番地に移転する（1938年4月に現在地である飯田新田189-2に移転）[10]。
- 1926年（大正15年） - 荒川の新流路か完成、通水を開始する[4]。これにより旧流路はびん沼川となる。また、荒川に有料の渡船を運行する。
- 1934年（昭和9年）7月23日 - 荒川に治水橋が架設され、開通する。
- 1955年（昭和30年）1月1日 - 指扇村・馬宮村・植水村・片柳村・七里村・春岡村が大宮市へ編入合併され[11]、大宮市の大字となる。
- 2001年（平成13年）5月1日 - 浦和市・大宮市・与野市が合併し、さいたま市が発足。同市の大字となる。
- 2003年（平成15年）4月1日 - さいたま市が政令指定都市に移行し、同市西区の大字となる。

## 世帯数と人口
2017年（平成29年）9月1日時点の世帯数と人口は以下の通りである。
| 大字     | 世帯数  | 人口    |
| -------- | ------- | ------- |
| 飯田新田 | 585世帯 | 1,193人 |

## 小・中学校の学区
市立小・中学校に通う場合、学区（校区）は以下の通りとなる。
| 区域 | 小学校                   | 中学校                 |
| ---- | ------------------------ | ---------------------- |
| 全域 | さいたま市立馬宮西小学校 | さいたま市立馬宮中学校 |

## 交通
- 地区内に鉄道は敷設されていないが、川越線指扇駅が最寄り駅となっている[13]。
- 地区には西武バス大宮駅西口行き、ららぽーと富士見行きなどが通っている。

### 道路
- 埼玉県道56号さいたまふじみ野所沢線
- 塚本本通り

## 施設
かつては新義真言宗西光院があり、境内には徳川家康の東照宮御腰掛松があり、寺子屋が寛永期以降より開設されていたが、明治初年に廃寺となった。
- さいたま市立馬宮西小学校
- 馬宮市営団地 - 1967年から1970年にかけて建設[8]。
- 特別養護老人ホーム 春陽苑
- 大宮カントリークラブ - クラブハウスが立地。
- 馬宮配水所
- 飯田新田集会所
- 馬宮団地自治会館
- 船戸寮・薬師堂共同墓地 - 斎藤祐美の墓所がある。
- 前公園
- 荒工第一公園
- 荒工第二公園
- 八幡神社
- 稲荷神社（稲荷大明神）
- 稲荷神社（馬能堂荒工稲荷）
- 稲荷社

## 史跡
びん沼川に架かる船戸橋の上流側に「船戸の渡し」（徳川家康にまつわる伝承から「昼間の渡し」とも称する）と呼ばれる公で管理された渡船場（官渡）の史跡がある。